# Panaltita
Panaltita är en ort i Mexiko.   Den ligger i kommunen Culiacán och delstaten Sinaloa, i den centrala delen av landet, 1 000 km nordväst om huvudstaden Mexico City. Panaltita ligger 45 meter över havet och antalet invånare är 142.
Terrängen runt Panaltita är platt åt sydväst, men åt nordost är den kuperad. Runt Panaltita är det ganska tätbefolkat, med 155 invånare per kvadratkilometer. Närmaste större samhälle är El Rosario, 8,8 km väster om Panaltita. Omgivningarna runt Panaltita är en mosaik av jordbruksmark och naturlig växtlighet.